# Dar ul-Aala
Dar ul-Aala (en árabe: دار الآلة, literalmente 'casa del instrumento') es un museo dedicado a la música tradicional mauro-andalusí situado en Casablanca, Marruecos. Fue fundado en 2010 por la Sociedad de Aficionados de la Música Andalusí de Marruecos (جمعية هواة الموسيقى الأندلسية بالمغرب).   Alberga una colección de valiosos instrumentos antiguos que datan de siglos atrás, así como grabaciones musicales, manuscritos y publicaciones relacionadas con la música andalusí y su legado.

## Galería

Algunos de los instrumentos históricos expuestos en Dar ul-Aala
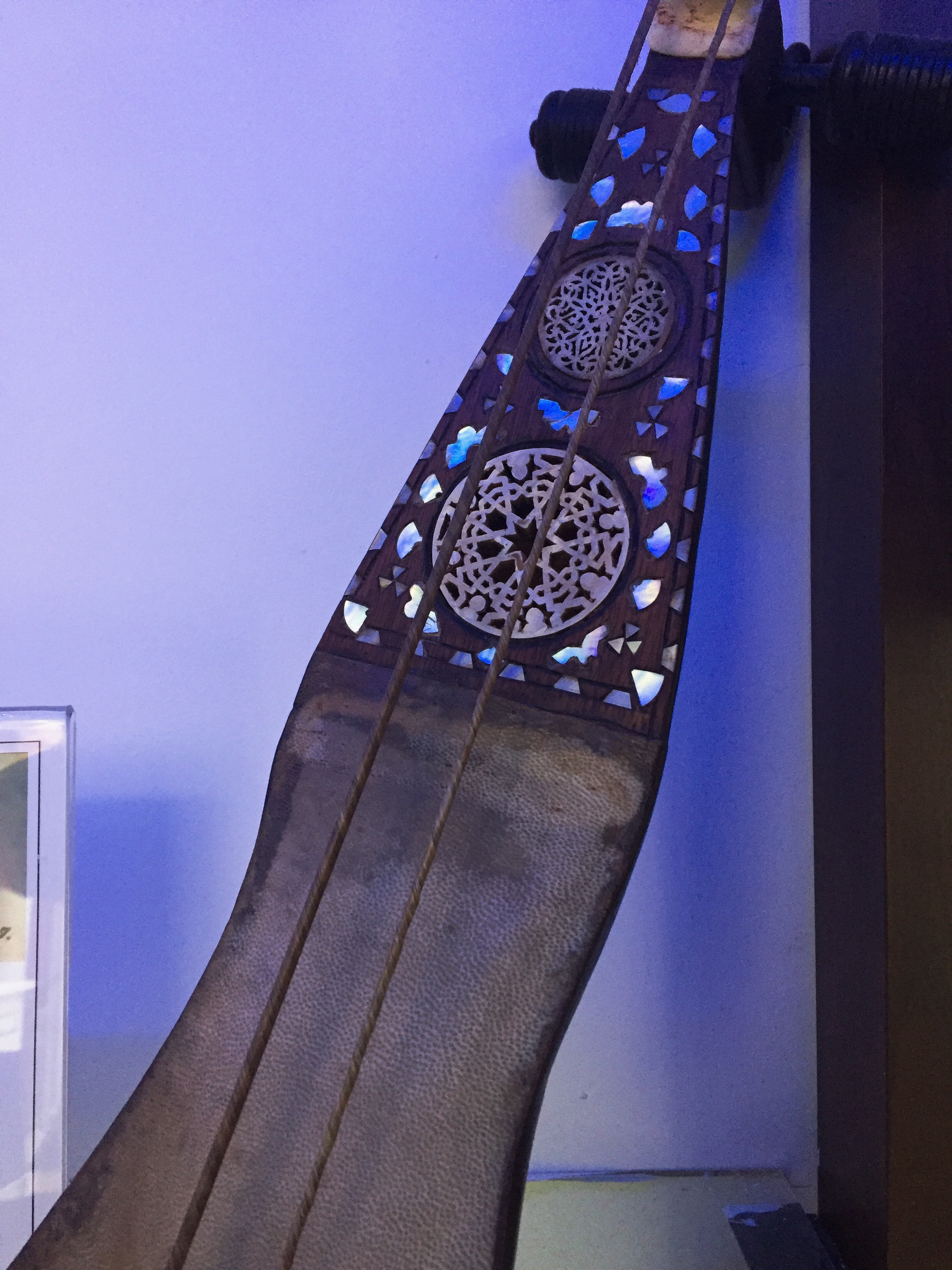
Rebab
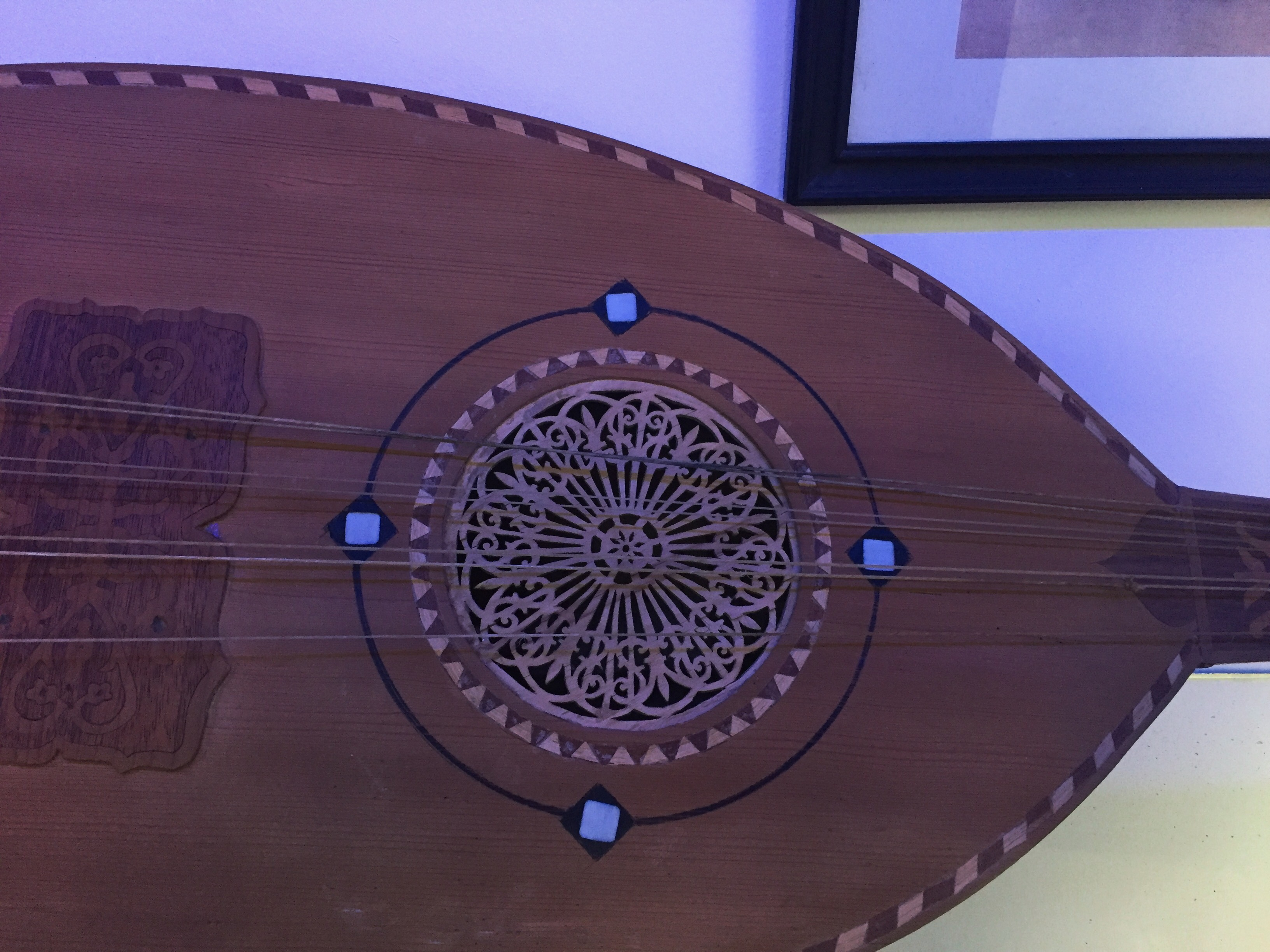
Laúd árabe
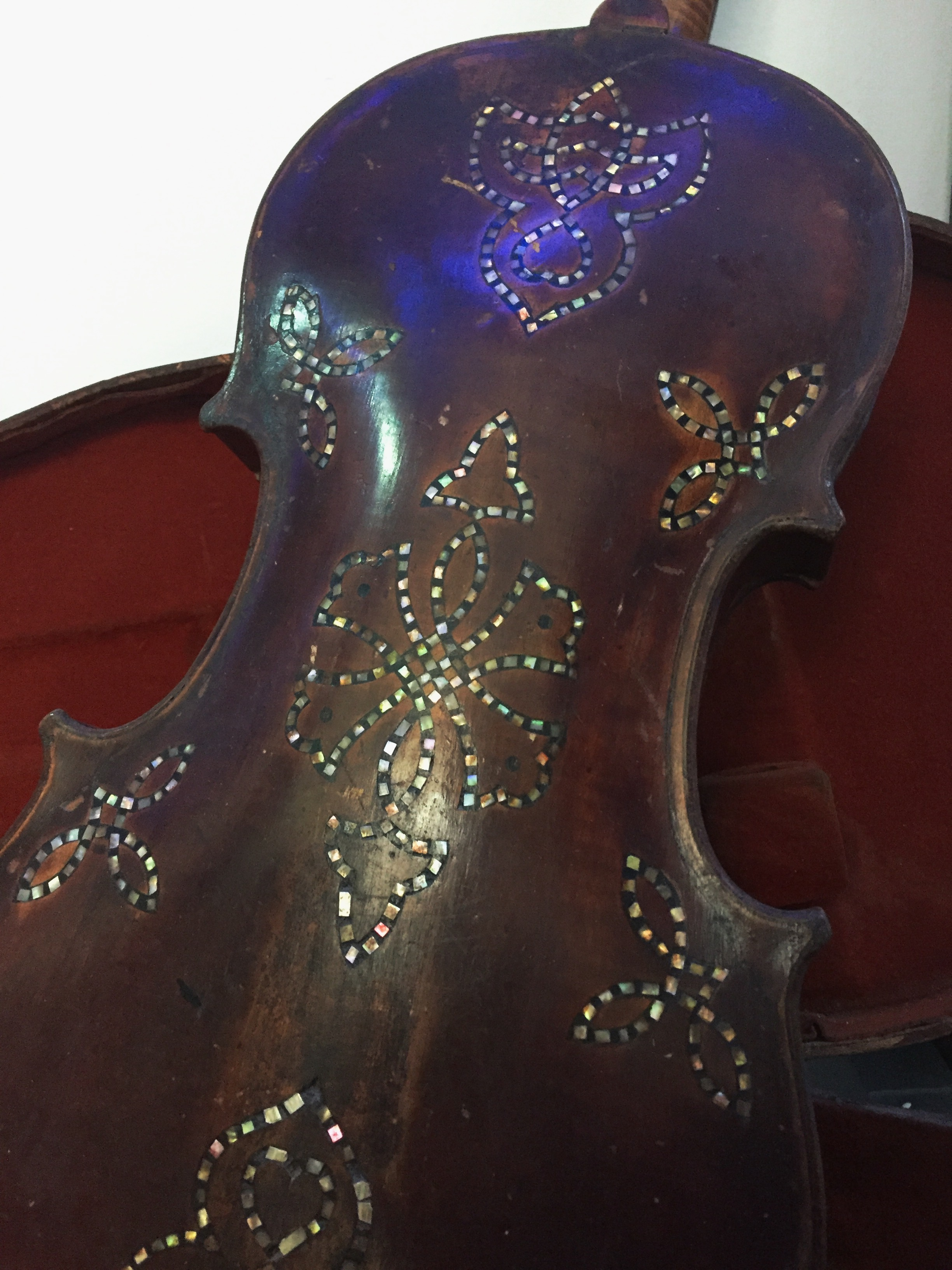
Violín